# Duché de Châteauvillain
Le duché de Châteauvillain est un duché-pairie français créé, parmi d'autres titres par Louis XIV pour son fils légitimé le comte de Toulouse par LP de mai 1703, enregistrées le 29 août. C'était un renouvellement d'un duché-pairie érigé en juin 1650 sous le nom de Vitry pour le fils du maréchal de l'Hôpital, mais non enregistré ; il avait été acquis par le comte de Toulouse le 31 août 1700. Il comprenait le marquisat d'Arc-en-Barrois (avec Latrecey, Montribourg, Valbruant, Cour l'Évêque, Giey, Richebourg, la Maison-Renard et Bois-Saint-Georges), uni aux baronnies de Créancey et de Courcelles, avec les seigneuries de Tarnac (Marmesse, Blessonville, Coupray) et d'Erizeul, et le comté de Chateauvillain, avec Espillan (Orges et Veuxaulles), leurs appartenances et dépendances. Par LP d'avril 1728, enregistrées le 11 mai, il lui fut aussi adjoint la Ferté-sur-Aube.

## Liste des ducs de Châteauvillain
1. 1703 - 1737 : Louis Alexandre de Bourbon, comte de Toulouse (1678 - 1737), 1er duc de Châteauvillain.
2. 1737 - 1793 : Louis Jean Marie de Bourbon, 8e duc de Penthièvre (1725 - 1793), 2e duc de Châteauvillain, fils du précédent.

De Marie-Thérèse-Félicité d'Este, princesse de Modène, il eut sept enfants, dont, Jean-Marie de Bourbon (1748 - 1755), titré duc de Chateauvillain, mais qui mourut en bas âge. Ses autres enfants disparurent jeunes et sans postérité, excepté Marie-Adélaïde, qui épousa le duc d'Orléans.